# 숲새
숲새(Urosphena squameiceps, Asian stubtail)는 휘파람새과에 속하는 새이다. 1863년 로버트 스윈호가 처음 기재하였다. 한국, 만주, 일본에서 서식하며 남중국, 동남아시아 북부로 겨울을 난다. 자연 서식지는 온대림이다.
꼬리가 짧고 크기가 작은 새이다. 수컷과 암컷은 색이 비슷하며 나이가 어릴 때에도 마찬가지이다. 아랫쪽이 창백하고 전신이 갈색이며 흉부와 눈선이 조금 더 어두운 갈색을 띈다.

## 생태
숲새는 번식을 위해 동북아시아 일부 지역에 거주한다. 번식기가 아닌 경우 대만, 중국 남동부, 네팔, 필리핀을 포함한 동남아시아의 일부 지역에 거하며 상록활엽림이나 저지대침엽수림의 덤불을 선호한다.

## 행동

### 목소리
번식을 하는 암컷의 소리는 "시시시시"같은 소리를 내며 수컷과 암컷 모두 "촛촛촛"과 비슷한 소리를 낸다.